# Лындин, Дмитрий Васильевич
Дмитрий Васильевич Лындин — российский художник, скульптор.

## Биография
Родился в г. Ростове-на-Дону в 1964 году. С 1980 по 1984 гг. учился в училище им М. Б. Грекова. По окончании был призван в армию. После, в 1989 поступил в Академию им. В. И. Мухиной в Санкт-Петербурге, которую окончил с отличием в 1996 г.
С 1997 года — член Союза художников России. Участник российских и зарубежных выставок и симпозиумов. С 1997 г. живёт и работает в г. Ростове-на-Дону. Там же и находится его основная мастерская на Тургеневской улице.
Выполняет скульптуры в разных жанрах: мелкая пластика, анималистика, монументальная скульптура, мемориальная скульптура, барельеф, портретный жанр, реставрационная работа на фасадах зданий и др.
Работы выполняет в различных материалах: бронза, камень, архитектурный бетон, различного вида пластики и др.

## Известные работы
- 2004 — «Читатель вечернего Ростова», Ростов-на-Дону.[1]
- 2007 — «Коробейник». Ростов-на-Дону[2][3][4]
- 2008 — «Египетская пирамида». Таганрог[5][6][7]
- 2008 — «Муза с арфой» (сквер им. Алексея Рыбнева). Новороссийск.
- 2008 — «Роман с контрабасом». Таганрог[8].[9]
- 2008 — «У Лукоморья» («Кот учёный и Русалка»). Геленджик.[10]
- 2008 — «Муза с арфой» (сквер им. Алексея Рыбнева). Новороссийск.
- 2009 — памятник А. П. Чехову «Вишнёвый сад», Таганрог.
- 2011 — «Ассоль». Геленджик[11].
- 2011 — «Памятник первокласснику». Ростов-на-Дону[12].
- 2011 — Памятная доска с барельефом А. И. Солженицына, Ростов-на-Дону[13].
- 2011 — «Старый маячник». Геленджик.[14]
- 2011 — Памятник Василию Алексееву, Шахты
- 2012 — Памятник святым равноапостольным Кириллу и Мефодию. Каневская[15][16].
- 2012 — Скульптурная композиция «Меркурий». Таганрог.
- 2013 — Скульптура «Рак». Ростов-на-Дону.[17]
- 2014 — Памятник Василию Алексееву. Шахты[18].
- 2014 — Памятник ветеринарному врачу[англ.]. Ростов-на-Дону[19].
- 2015 — Памятник Виктору Понедельнику, Ростов-на-Дону.[20]
- 2016 — Памятник пограничникам, г. Шахты.[21]
- 2017 — Бюст Пушкину Александру Сергеевичу, Ейск.[22][23][24]
- 2019 — памятник Строителям, Ставрополь.[25][26]
- 2020 — памятник Цезарю Куникову, Геленджик.[27]
- 2021 — памятник Евгению Корнеевичу Киселю, Геленджик.
- 2022 — памятник Павлу Гречишкину, Ставрополь.[28][29]
- 2023 — Мемориальная доска генерал-лейтенанту, заслуженному пилоту СССР, Герою Советского Союза Леониду Жолудеву, Москва.
- 2023 — Памятник участникам боевых действий, Усть-Донецкий район Ростовской области.
- 2024 — памятник, посвященный подвигу медиков в борьбе с COVID-19